# 東生会
東生会（とうせいかい）は、大阪府大阪市淀川区に本部を置く暴力団。構成員数およそ100（2012年）。指定暴力団山口組の二次団体であったが、2015年における山口組の分裂以後は神戸山口組の二次団体となっている。

## 来歴
東義生を首領とした初代から三代目山口組の系列組織であった。1984年頃に初代宅見組に加入。2005年に須之内祥吾が二代目を襲名し、天野洋志穂率いる天野組が山口組から除籍処分を受けた2008年、同組織の地盤を引き継ぐ形で、山口組の直系組織（二次団体）に昇格した。

## 歴代

### 初代：東 義生
初代宅見組で本部長や舎弟頭を歴任。「宅見事件」が発生した1997年以降は「初代宅見組系」として活動し、1998年に結成された天野組の組長代行を務めた。2005年に会長の座を須之内祥吾へ禅譲。

### 二代目：須之内 祥吾
1952年7月27日生。暴力団の道に入ったのは、初代東生会に若中として加入した1980年頃のことであった。それから4年後に須之内組を結成すると、たちまち頭角を現し、初代東生会の若頭に就任。やがて天野組の若頭補佐として活動したのち、2005年に二代目会長として東生会を継承。山口組の直参となって以降は「総本部当番責任者」の役を担うにも至り同組神戸総本部の警備ならびに管理を担当するなどしている。2012年には、2009年に火事で全焼した市場「ショッピングセンター園和」（兵庫県尼崎市）の跡地を宅地建物取引業の免許を持たずに地権者から購入して転売したなどとして、弟とともに宅地建物取引業法違反容疑で逮捕されている。